# Marta Ana Makishi
Marta Ana Makishi (Buenos Aires, 9 de junio de 1944) es una tenimesista argentina especialista en tenis de mesa adaptado individual y por equipos.
Ha sido parte del conjunto femenino de deportistas argentinas que ha asistido a los Juegos Paralímpicos de Barcelona 1992 y Londres 2012, aunque no ha recibido medalla; adicionalmente, ha representado a su país en varios campeonatos nacionales e internacionales donde ha ganado varias preseas.
Por otro lado, y a nivel continental, participó en los Juegos Parapanamericanos de 1999 celebrados en Ciudad de México, donde recibió dos medallas de plata tanto a nivel individual como en equipos. Posteriormente, en los Juegos Parapanamericanos de 2007 realizados en Río de Janeiro, ganó la medalla de bronce en tenis de mesa individual femenino, mientras que en los Juegos Parapanamericanos de 2011 en Guadalajara, alcanzó la medalla de plata en la misma disciplina categoría 5.
El año 2005 recibió el premio a la mejor deportista de América en silla de ruedas del año.